# Флориана (футбольный клуб)
«Флориа́на» — мальтийский футбольный клуб из города Флориана. «Флориана», выиграв 26 чемпионатов Мальты и 18 национальных кубков, является вторым по титулованности клубом своей страны. «Флориана» постоянный участник еврокубков, в общей сложности более 20 раз принимала участие в розыгрышах Кубка (Лиги) чемпионов, Кубка кубков и Кубка УЕФА, но пройти дальше второго раунда клубу не удавалось.

## Достижения
- Чемпион Мальты (26): 1909/10, 1911/12, 1912/13, 1920/21, 1921/22, 1924/25, 1926/27, 1927/28, 1928/29, 1930/31, 1934/35, 1936/37, 1949/50, 1950/51, 1951/52, 1952/53, 1954/55, 1957/58, 1961/62, 1967/68, 1969/70, 1972/73, 1974/75, 1976/77, 1992/93,  2019/20
- Обладатель Кубка Мальты (19): 1937-38, 1944-45, 1946-47, 1948-49, 1949-50, 1952-53, 1953-54, 1954-55, 1956-57, 1957-58, 1960-61, 1965-66, 1966-67, 1971-72, 1980-81, 1992-93, 1993-94, 2010-11, 2016-17
- Обладатель Суперкубка Мальты (1): 1992-93

## Рекорды
«Флориана» обладатель нескольких национальных рекордов, наиболее значимыми из них являются:
- Победа в четырёх чемпионатах Мальты подряд (сезоны 1949—1950, 1950—1951, 1951—1952 и 1952—1953).
- В сезоне 1961—1962 клуб победил во всех 14 матчах чемпионата Мальты.
- В период с 15 февраля 1976 по 22 мая 1977 клуб одержал 37 побед подряд.